# Janez Mlakar
Janez Mlakar, slovenski hokejist in psiholog, * 31. maj 1944, Jesenice.
Mlakar je bil dolgoletni član kluba HK Acroni Jesenice. Za jugoslovansko reprezentanco je nastopil na Olimpijskih igrah 1968 v Grenoblu. 